# Kim Kyung-jung
Kim Kyung-jung (김경중?; Gwangju, 16 aprile 1991) è un ex calciatore sudcoreano, di ruolo difensore.

## Carriera

### Club
Ha giocato nella prima divisione sudcoreana e nella seconda divisione francese.

### Nazionale
Nel 2011 ha preso parte al Mondiale di categoria con la nazionale sudcoreana Under-20.